# Caso Chibolín
El Caso Chibolín, o Caso Andrés Hurtado, es un proceso judicial peruano que involucra al presentador de televisión Andrés Hurtado, políticos, fiscales y jueces en presuntas prácticas de tráfico de influencia y lavado de activos. El caso fue desvelado en el programa Beto a Saber, de Willax, tras una entrevista a Ana Siucho (integrante del entorno familiar del empresario de origen chino Emilio Siucho Lam). Tras el estallido del escándalo, el destino de los investigados, Hurtado y sus círculos cercanos, fue incierto a causa de la disputa entre el Poder Judicial y el Ministerio Público en la aplicación y divulgación de las resoluciones de este caso.

## Contexto

### Incidente Siucho
El caso de Chibolin tiene como punto de partida el 23 de agosto de 2024, tras un incidente en el que se vio involucrado Francisco Iván Siucho Neira. Este es descendiente de Emilio Siucho Lam, un empresario de origen chino que permitió que varios de sus descendientes se instalaran en Perú, en dos ramas familiares: los Suicho y los Miu Lei.
Ese día, Iván Siucho asumió el papel de testigo protegido en el caso «Waykis en la Sombra» mientras estaba siendo investigado, junto a sus hermanos, por lavado de activos y minería ilegal a través de la empresa Quántico. Su relación en el caso «Waykis en la Sombra» proviene de la presunta presión que realizara Mateo Castañeda, entonces abogado de Dina Boluarte y también de Siucho, para que éste firmara un recibo que acreditara que los 15 mil soles incautados durante el allanamiento a sus oficinas por parte del Equipo Especial de Fiscales contra la Corrupción en el Poder (EFICCOP) eran suyos. Mientras tanto, las acusaciones de actividades ilegales surgieron tras un informe del programa Punto Final.
Según denunciara la fiscal Marita Barreto, coordinadora del EFICCOP, Iván Siucho fue secuestrado por ser testigo del referido caso que involucra al gobierno de Dina Boluarte, estando involucrados siete personas, entre ellos dos policías, que fueron capturados. La fiscal señaló que «ingresar[on] con engaños a la casa del testigo y luego se lo han llevado en un carro secuestrado para luego amenazarlo y tirarlo en una calle». Además, la fiscal mencionó que los presuntos secuestradores buscaban los celulares, que les fueron sustraídos a Siucho. En su declaración, obtenida después de su reunión con la fiscal, Siucho mencionó que un día antes del incidente había hablado con «Sebastián» para el alquiler de maquinaria. Al día siguiente, «Sebastián» le comunicó que no podría ir y que en su lugar iría «Enrique». Alrededor del mediodía, «Enrique» se apersonó con dos hombres. Luego de un rato, «Enrique» se presentó con otras cuatro personas, llevando una de ellas un maletín. Cuando Siucho abrió la puerta, uno de ellos sacó un arma de fuego apuntando a la novia de Siucho diciendo: «ya te cagaste soplón, concha tu madre, somos de la policía». Relató que le quitaron su celular y que le dieron instrucciones para decir ante la cámara que el dinero y las dos barras de oro en el maletín eran de su propiedad  mientras le decían: «con este video te vamos a joder, te vamos a quitar tu calidad de colaborador eficaz en el caso [Los Waykis]». Posteriormente, tras la negativa de pagarles 5 mil dólares a cambio de borrar el video, fue llevado «para que hables con el jefe y arregles», siendo sacado de su apartamento y subido a un coche. Según relatara Siucho, los presuntos secuestradores se comunicaron con una persona quien les dijo que el encuentro sería en un paradero de la Panamericana Norte. Sin embargo, en el camino los presuntos secuestradores se enteraron de un operativo en la casa de Siucho, por lo que optaron por dejarlo diciéndole que no colaborara con la fiscalía.
La policía, mientras tanto, descartó que se haya realizado algún secuestro contra Siucho y que hubiera alguna relación con el caso «Waykis en la Sombra», señalando, en contraparte, que el hecho estaba vinculado a una fallida de compra de oro. Además, se descartó la desaparición de celulares señalándose que éstos se encontraban en el domicilio de Siucho. Según videos de cámaras de seguridad, se detectó a un grupo de los detenidos ingresar al edificio donde vivía Siucho, llevando uno de ellos un maletín con 640 mil dólares falsos. Posteriormente, según testimonio de los detenidos, uno de ellos, en casa de Siucho, tomó fotografías de las barras de oro y su peso, enviando dichas fotografías por WhatsApp a Henry del Castillo, que se encontraba afuera en un vehículo junto a otro sujeto. Luego, se realizó una reunión virtual a través de Google Meet para negociar el precio. En dicha reunión Siucho mostró las barras de oro a los interesados; ante ello, se le mostró a Siucho los dólares para la transacción. Posteriormente, Siucho bajó y se dirigió al auto para proseguir las negociaciones. Del celular de del Castillo, uno de los detenidos, se obtuvo capturas de pantalla de la reunión por Google Meet en donde aparecía Siucho. Del empresario Enrique Carranza, otro de los detenidos, se reveló que de su celular se extrajo una fotografía, según constaba en el acta de visualización, en donde se aprecia un cuaderno cuadriculado con apuntes de cálculo de pureza y cantidad de onzas de cada barra de oro. Se denunció, además, que se intentó forzar a uno de los detenidos para que firmara un falso testimonio de secuestro.

### Declaraciones de Jean Carlo Miu Lei y «Chibolín»
En medio de las indagaciones por el incidente de Iván Siucho, el 1 de septiembre, Jean Carlo Miu Lei, primo de los Siucho, los denunció en el programa Contracorriente de estar involucrados en operaciones mineras ilegales y tráfico de armas, además de haberlos encontrado manteniendo relaciones sexuales con una menor de edad. Jean Carlo señaló a Iván Siucho como el cabecilla de la presunta organización criminal. Al día siguiente, en el programa Beto a Saber, apareció Andrés Hurtado, alias «Chibolín», confirmó su relación con los Siucho y los Miu Lei. En la entrevista, Hurtado declaró que estuvo presente en la boda del futbolista Edison Flores con Ana Siucho y ayudó a Roberto Siucho a obtener la nacionalidad china por lo cual Roberto le regaló un auto BMW que luego vendió. Ante ello, el periodista Beto Ortiz le cuestionó que el auto estaba registrado a su nombre y que el SOAT y el permiso de lunas polarizadas estaba a nombre de Flores a lo que Hurtado contestó que «[Roberto] debe habérselo comprado primero al 'Orejas' [Flores]. Yo solo tuve dos días porque era muy chiquito y a mi me gustan los carros grandes, antiguos. Me habré olvidado de cambiar el propietario». Además, se presentó capturas de una videollamada entre Iván, Hurtado y la fiscal Elizabeth Peralta, conocida como «madre» por Hurtado y especializada en lavado de activos; al igual que un video grabado en el restaurante Mi Barrunto donde se visualizaba a Hurtado, Peralta y Roxana del Águila, jefa de migraciones, esto en el período en el que Roberto Siucho estaba tramitando su nacionalización. Se presentó chats de WhatsApp en donde Hurtado mencionaba a Iván que se encontraba «con la madre y tía Roxana en Barrunto», además de coordinaciones entre Hurtado y los Siucho para que «Chifa» pueda reunirse con «mi mamá» al igual que un depósito de 20 mil dólares a AH Entertainment, de Hurtado.

## Acontecimientos

### Declaraciones de Ana Siucho
El 4 de septiembre, en el programa Beto a Saber de Willax, Ana Siucho fue entrevistada por Ortiz. En dicha entrevista, Ana declaró que Hurtado no fue invitado a su boda y que se había colado en ella. Además, declaró que su hermano Roberto no le regaló el auto BMW a Hurtado sino que le dio debido a los constantes pedidos de dinero que le hiciera Hurtado a Roberto por la ayuda que le diera en migraciones. Según Ana, Roberto se contactó con Hurtado debido a que éste se jactaba de tener contactos dentro del Estado, esto a fin de que pudiera acelerar su trámite de desnacionalización debido a que China no admite personas de doble nacionalidad. Ante esto, Hurtado le dijo a Roberto que no se preocupara y que "anda un día a mi casa y solo lleva un Dom Pérignon". Producto de ello, Hurtado le presenta a Roxana del Águila para que le ayude en su trámite. De esta forma, "él fue donde Andrés Hurtado un lunes, y el jueves o viernes dejó de ser peruano". Además, Ana declaró que, a través de Hurtado, su primo Javier Miu Lei se contactó con la fiscal Elizabeth Peralta para lograr la devolución de 100 kilos de oro que le habían sido incautados. Hurtado solicitó un adelanto de 500 mil dólares. Según se detalló, se asignó el nombre de "Chifa" a Javier y el dinero era entregado a Hurtado a través de los hermanos Siucho. Ana denunció que Hurtado y la fiscal recibieron 1 millón de dólares y que "oh, sorpresa, en el 2022, le devuelven la carga". Además, mencionó que su hermano Iván inicialmente aceptó los 15 mil soles que le fueron incautados a Castañeda, pero que luego se retractó por presuntamente desconocer el origen del dinero además que Castañeda desde que "comenzó a tener problemas políticos conocidos, renunció al caso de lavado de activos de mis hermanos". La ruptura del vínculo entre Hurtado y los Siucho vino tras la acusación de Hurtado hacia éstos por contactarse directamente con la fiscal. Previo a la ruptura, Hurtado se comunicó con Iván Siucho para advertirle que se había abierto un proceso de lavado de activos en su contra y que le estaban pidiendo 100 mil dólares para cerrar el proceso. Sin embargo, Iván le mencionó que no contaba con tal monto por lo que le dice: "pucha tío, pero de dónde saco 100 mil dólares y por qué me van a abrir un proceso de lavado de activos si yo no hago minería ilegal". Como adelanto, Iván le ofreció 20 mil dólares a lo que Hurtado le respondió: "hijo, pásamelo, vemos qué hacemos con eso". Posteriormente, Ana rechazó las declaraciones de Jean Carlo Miu Lei sobre los presuntos encuentros íntimos de sus hermanos con una menor de edad.

### Hechos posteriores
El 5 de septiembre, a través de X, la Fiscalía de la Nación puso en conocimiento de la Autoridad Nacional de Control del Ministerio Público, sobre la presunta inconducta de la fiscal Peralta. Posteriormente, la fiscal Peralta negó para Contracorriente una amistad con Hurtado aunque reconoció que viajó junto a él en un vuelo hacia Miami. Declaró que "jamás recibí un sol por parte de ese señor. Y tampoco nunca me pidió un favor". El 19 de septiembre, Peralta fue apartada de forma preventiva por el escándalo producido. Se llegó a conocer por medio de su abogado Benji Espinoza, que Peralta hizo entrega de sus pasaportes para demostrar que no existía voluntad de fuga.
Roxana del Águila fue citada a la fiscalía para brindar sus declaraciones. Se reveló en Contracorriente que del Águila, aumentó su patrimonio en más de 1 millón de dólares en dos años. Según un reportaje de Cuarto Poder, se reveló que Hurtado visitó el despacho de del Águila junto a César Mercado, quien obtuvo contratos por servicios relacionados con visas humanitarias. Otro visitante al despacho era Sandro Espinoza, dueño de una empresa de seguridad con antecedentes por usurpación y estafa. Además de del Águila, otros citados fueron Kelly Medina Meza, representante legal de AH, y José Antonio Malpartida, productor del programa de Hurtado. Cabe destacar que Medina Meza fue señalada como pieza clave en los negocios que operaba Andrés Hurtado. Se dispuso oficiar a la SUNAT para recabar información de las empresas de Hurtado y sus testaferros.
Ana Siucho, mientras tanto, fue citada el 17 de septiembre a la sede del ministerio público para brindar su declaración, acogiéndose, según se supo, al silencio. También acudió a brindar sus declaraciones Javier Miu Lei, acogiéndose al silencio. En las inmediaciones fue captado el alcalde de Magdalena, Francis Allison, quien anteriormente había sido relacionado con Hurtado por presuntas asesorías del artista cuando Allison fue acusado de sacar dinero hacia Estados Unidos sin declarar. Ante los cuestionamientos, Allison aseguró que solo pasaba por ahí para almorzar. Se supo, además, que Hurtado realizó una publicación en Instagram donde sugería a Flores, quien etiquetó, que cambiara la fecha de su boda porque coincidía con su programa, a lo que Flores le respondió: "tío, la fecha ya está hace mucho. Lo espero". Debido al escándalo, se deslizó que el matrimonio Flores-Siucho pasaba por una crisis. Se supo que la fiscalía citó como testigo a Flores por el escándalo producido. Según reveló Panorama, Flores y los hermanos Siucho adquirieron un terreno de 21 mil metros cuadrados valorizado en 918 400 dólares en Lurín.
Tras el escándalo se señaló al juez Richard Concepción Carhuancho de haber devuelto el oro incautado a los Miu Lei. Ante ello, Concepción Carhuancho declaró que ordenó la incautación del oro y que denegó los pedidos de devolución solicitados. Otro involucrado fue el general Luis Ramos Hume, acusado de integrar una red que robó gasolina entre los años 2014 y 2018 y que condecoró a Hurtado con la medalla "Ejército del Perú" en el año 2016. Ramos Hume declaró que la entrega de la medalla fue por "una difusión a nivel nacional para captación de personal" además de apoyar un albergue en Mazamari. Mientras tanto, se informó que el ejército estaba evaluando retirarle la medalla a Hurtado. Se difundió también sobre facturas desmedidas expedidas por la empresa de Abraham Mina por concepto de publicidad a Hurtado. Posteriormente, se informó de los vínculos de Mina con elementos de Al Qaeda y Los Chechenos de Iquitos. Además, en el programa de Milagros Leiva, se denunció el involucramiento de Hurtado en el escándalo de la tesis de la exfiscal de la nación Patricia Benavides.
En confesión sincera, Iván Siucho declaró que Javier Miu Lei le pidió una reunión con Hurtado para que la fiscal Peralta iniciara una investigación por lavado de activos contra la empresa Paltarumi, de Jimi Plufcker y su rival comercial. Posteriormente, Hurtado citó a Iván y Javier al hotel donde vivía durante la cual les informó que el proceso contra Paltarumi había iniciado mientras les decía: "Misión cumplida, mi madre hizo su trabajo".
Además, la SUNAT incautó 17 toneladas de hidróxido de calcio, 500 kilos de metabisulfito de sodio y 150 kilos de cianuro, insumos químicos usados para procesar oro y en el narcotráfico. La incautación se realizó en diversas minas, especialmente en la de Javier Miu Lei.

### Testimonio del "Chamo"

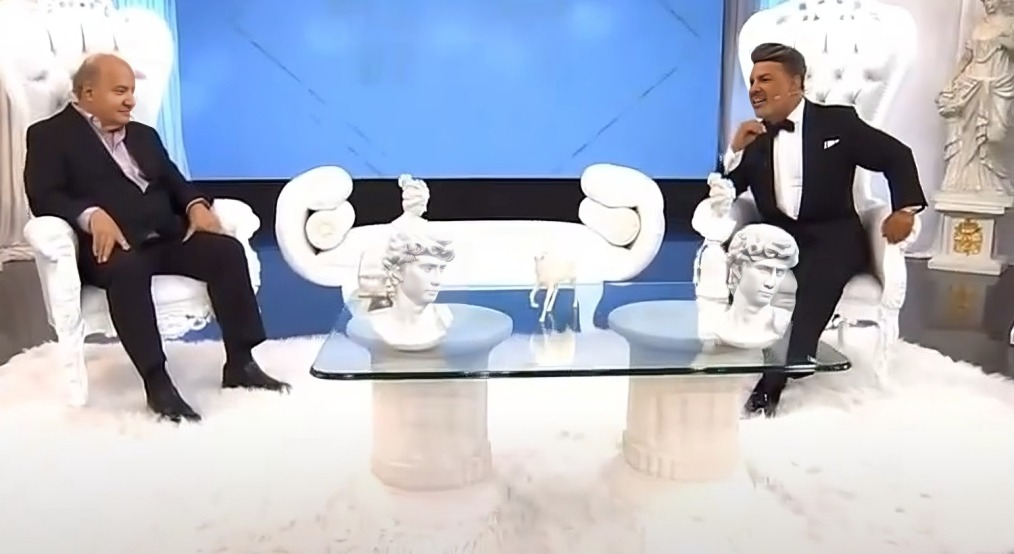
Andrés Hurtado y Hernando de Soto en 2021.

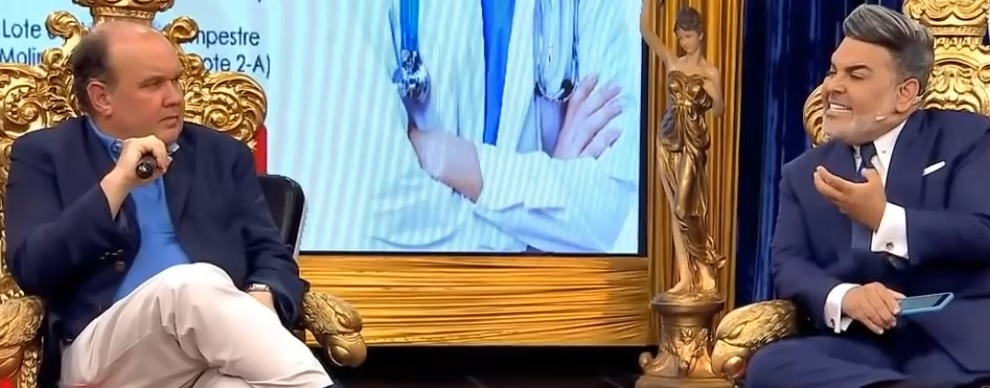
Rafael López-Aliaga y Andrés Hurtado en 2021

A través del programa Beto a Saber, se presentó el testimonio de un extrabajador de Hurtado bajo el alias de "Chamo". "Chamo" declaró que los lujos que presumían las hijas de Hurtado eran "pantalla, no tienen ni un dólar". Además, "Chamo" declaró que Hurtado le mandaba a los de seguridad que "ve a donde el 'Chifa' y recógeme tal encargo. Es más: 've a casa de Hernando de Soto y recoge tal encargo, ve a donde [Rafael López Aliaga] 'Porky' y recoge tal encargo". Ante ello, López Aliaga declaró que iba a presentar una denuncia contra el "Chamo".
El "Chamo", además, declaró que Hurtado organizó una fiesta por el Día del Juez, evento en la que estuvo involucrada María Delfina Vidal La Rosa Sánchez, presidente de la Corte Superior de Justicia de Lima. Se supo, además, que Hurtado y Vidal La Rosa coincidieron en diversos viajes al extranjero a lo que la jueza alegó que sus viajes eran estrictamente personales. Debido a las revelaciones, la Autoridad Nacional de Control del Poder Judicial abrió procedimiento administrativo disciplinario contra la jueza.
Otro personaje denunciado por el "Chamo" fue la jueza anticorrupción Paola Valdivia Sánchez, que vio el caso de Alfredo Benavides. El "Chamo" señaló que Hurtado le remodeló su casa a cambio de beneficios judiciales. Ante ello, Valdivia insultó a Ortiz por la emisión del reportaje y lo acusó de ser un "extorsionador, proxeneta, pedófilo, que lo voy a destruir yo". Además, Valdivia lo acusó de recibir dinero de los estudios Muñiz y Ugaz. Posteriormente, la jueza admitió conocer a Hurtado tras un evento organizado por Manolo Rojas. Ortiz respondió a Valdivia señalando que esperaba tenga pruebas de que extorsionaba, mientras tanto, la jueza fue retirada de su cargo.
Según testimonio del "Chamo", otra figura que tenía conexiones con Hurtado era José Luis Fernández Latorre, jefe de la Dirección Nacional de Inteligencia (DINI) durante el gobierno de Pedro Castillo. Según declaraciones de Henry Shimabukuro, exasesor de la DINI, Fernández autorizó el pago a Hurtado de 50 mil soles mensuales para "limpiar su imagen" y se asignó el nombre en clave de "Chivito" para Hurtado. Además, declaró que Hurtado quería reunirse con Castillo y aunque se le negó reuniones privadas, se armó la entrega de un cheque sin fondos para niños con cáncer. Se reveló una fotografía de Alejandro Sánchez, dueño de la Casa de Sarratea y cercano a Castillo, junto a Hurtado.

### Detención de "Chibolín"
Tras el escándalo, Hurtado grabó un vídeo desde el hotel Westin de San Isidro para informar a la audiencia de que había recibido un tratamiento médico, aparentemente simulado, y de que posteriormente se había internado en la clínica Novo Q de San Borja. Su programa, Porque hoy es sábado con Andrés, fue suspendido y fue reemplazado por la serie Los Magníficos. Hurtado acusó a Ortiz de realizar un complot en su contra. Según Hurtado, el periodista Ysmael Tasayco, que trabajaba para Ortiz, fue presionado para hacer un reportaje en su contra. Hurtado presentó un audio en la cual Tasayco declaraba que "[Ortiz] quería que maten a 'Chibolín', porque parece tener un rollo con él". Ante ello, Ortiz rechazó las acusaciones y declaró que Hurtado le había solicitado la entrevista del 2 de septiembre y "le hice preguntas y él confesó delitos".
El 19 de septiembre, Hurtado fue detenido preliminarmente durante la noche de aquel día. Según detalló el periodista Carlos Paredes, Hurtado se había sometido a una circuncisión además de presentar un cuadro de presunta diabetes. El abogado de Hurtado, Julio Rodríguez, declaró en el programa 24 Horas, que Hurtado tenía un diagnóstico de prepucio redundante, fimosis y parafimosis, además de diabetes e hipertensión arterial. La detención de Hurtado se produjo mientras su abogado estaba declarando, por lo que éste aseguró que no tenía conocimiento de la medida. El operativo de captura estuvo dirigido por la DIVIAC en coordinación con el Grupo Orión de la Dirección Antidrogas (DIRANDRO). Cuarto Poder reveló que Hurtado era representante legal del narcotraficante Demetrio Chávez, "Vaticano", desde el año 2019. A la par, se supo que el Grupo Orión estaba investigando sus vínculos con dicho personaje.
Aquel día, la presentadora Magaly Medina viajó a Miami, lo que levantó sospechas de un posible vínculo con Hurtado, lo que Medina descartó. Carlos Cacho, por su parte, manifestó su apoyo a Hurtado. Además, en las inmediaciones de la clínica se pudo ver al periodista Phillip Butters. Butters declaró que lo citaron en la clínica y que le habían entregado información sobre el periodista Gustavo Gorriti "que es diez veces más importante que esta chibolinada". Además, señaló al periodista Umberto Jara de presuntamente aconsejar a Hurtado para su internamiento en la clínica.
El 20 de septiembre, se realizó el control de identidad de Hurtado ante el juez Carlos Checkley. En esta, Hurtado adujo padecer de trastorno por déficit de atención con hiperactividad (TDAH) por lo que no recordaba su número de celular, además de ser "el único caso en el mundo con seis covids", ser hipertenso y que las arritmias habían subido. Mencionó, Hurtado, que había meses en donde facturaba "100 mil, 200 mi o 300 mil, como hay meses que no puede haber facturación". En el control de identidad, Hurtado estuvo acompañado de Christian Tasayco, abogado de oficio, debido a que Rodríguez había renunciado. Tasayco declaró que asumió la defensa a pedido del juez. Según reveló Butters en su programa, durante el control de identidad se encontraba una abogada del estudio de Rodríguez, pero Hurtado prefirió proseguir con el abogado de oficio porque le había dicho que le iba a liberar. Posteriormente, se anunció que Elio Riera asumió la defensa de Hurtado.

### Allanamiento de inmuebles
El 24 de septiembre, se llevó a cabo el allanamiento de los inmuebles de Hurtado, Peralta y Javier Miu Lei. Sin embargo, debido a que el Poder Judicial publicó con antelación la resolución de orden de allanamiento, el ministerio público publicó en X su malestar ante la situación. Además del allanamiento, se levantó el secreto de las comunicaciones de los referidos investigados.
El allanamiento se realizó en el inmueble de Hurtado en Miraflores. Sin embargo, el allanamiento se retrasó debido a la demora del abogado defensor. Pasado el allanamiento, Percy Sampén, del estudio de Riera, informó que solo se incautó una guía de remisión. Se denunció que se allanó el lugar equivocado al respecto de Hurtado.
Se informó que, en declaraciones al ministerio público, Hurtado negó haber cometido un hecho ilícito, además Riera declaró que Hurtado no se iba a someter a la colaboración eficaz. Se detalló que Hurtado confirmó que conocía a la fiscal Peralta (además de viajar con ella a Estados Unidos), aseguró que siempre vivió en una casa alquilada, que sus ingresos en su programa oscilaba entre los 50 mil y los 100 mil soles mensuales, que tiene dos celulares bajo su poder aunque no recordaba los números y no estaban a su nombre, y que no tenía cuentas bancarias en el Perú aunque sus pagos estaban bancarizados y fueron pagados por la asistente de contabilidad de AH Entertainment del que es parte.
Mientras tanto, se supo que del allanamiento a la casa de la fiscal Peralta se encontraron grabaciones de audio en donde se mencionaba a Keiko Fujimori y Joaquín Ramírez. En una de ellas, una voz femenina le habló a una voz masculina de ayudar a Ramírez a archivar su caso, siendo Ramírez investigado por el delito de lavado de activos, separando las investigaciones contra Ramírez y Keiko Fujimori. Además, en otro audio, la voz femenina habló de un ascenso a base de coimas involucrando al "doctor San Martín" a quien "fui a agradecer". Ante las especulaciones de que Peralta se refería al juez César San Martín, éste negó las afirmaciones.
El día 27 de septiembre, el juez Checkley suspendió la audiencia de prisión preventiva para el 30 de ese mes, por lo que Hurtado continuó en detención preliminar en la Prefectura de Lima. Paralelamente, la Segunda Fiscalía Suprema Transitoria Especializada en Delitos Cometidos por Funcionarios Públicos solicitó 18 meses de prisión preventiva contra Hurtado, Peralta y Javier Miu Lei, siendo, además, formalizada la investigación preparatoria contra Hurtado, Peralta, Javier Miu Lei e Iván Siucho. Para ese día, se presentaron más de 300 elementos para sustentar la formalización del caso.

### Sentencia del Poder Judicial
El 2 de octubre, el Poder Judicial dictó 18 meses de prisión preventiva contra Hurtado, por lo que fue llevado a la carceleta del penal de Ancón II, donde permaneció dos días. De igual forma, dictó comparecencia con restricciones a la fiscal Peralta y a Miu Lei, mientras dure el proceso, a pesar de que Peralta no entregó su celular y se encontrara una maleta con prendas y un pasaje de avión a su nombre.
El 4 de octubre, se informó que Hurtado fue llevado al penal de Lurigancho, donde cumplirá los 18 meses de prisión preventiva dictados en su contra. Se detalló que mostraba signos de depresión y compartía celda con tres reclusos. Al respecto, su abogado Elio Riera, anunció que iba a presentar una apelación a la decisión judicial. Además, declaró que fue contratado por los familiares del presentador televisivo y que si se demostraba su culpabilidad iba a abandonar el caso. Mientras tanto, se informó que Hurtado no recibió visitas de familiares directos ni amigos en el penal sino de una ciudadana venezolana de nombre Dámaris Moreno Sánchez, quien argumentó que visitaba al conductor televisivo para llevarle medicamentos. De igual forma, Riera también dijo que existiría un plan para atentar contra la vida de Hurtado, al momento de que fue ingresado al penal de Lurigancho, pues dicho penal es considerado uno de los más peligrosos del Perú.

### Revelaciones de Henry Shimabukuro
En octubre, el exasistente del expresidente Pedro Castillo, Henry Shimabukuro, afirmó que Chibolín, le regaló una casaca amarilla a la presidenta Dina Boluarte, el día de su juramentación como presidenta el 7 de diciembre de 2022. Ante esto, la mandataria, le envío una carta notarial a Shimabukuro para que se retracte de lo dicho por él mismo. Luego, Shimabukuro, al enterarse de ello, decidió ratificarse en lo dicho y dijo que la mandataria "solo se preocupa por mandar cartas notariales".

### Extradición a Estados Unidos
El 15 de octubre, la Dirección Especial Antidrogas (DEA) de Estados Unidos, anunció que podrían extraditar a Chibolín a ese país, después de conocerse que las hijas de Hurtado, Josetty y Génnesis, poseían marcas de lujo y ropa valorizada, iniciándose un proceso investigatorio contra ellas. Se supo que Chibolín tenía conocimiento de ello, y por eso optaron por prescribir la extradición en su contra.

### Conversaciones entre Chibolín y Roberto Siucho
En noviembre, Cuarto poder difundió unos chats entre Chibolín y el futbolista Roberto Siucho. En esos chats, Siucho le agradece a Chibolín por haberle ayudado a tramitar su nacionalidad china para jugar en un club de fútbol, algo que Chibolín agradeció el gesto noble del jugador. Se demostraría además, que, con ayuda de la exjefa de Migraciones, Roxana del Águila, Siucho pudo conseguir su nacionalidad y cambiar de nombre a Xiao Taotao, para poder jugar en dicho país asiático.

### Prisión preventiva para Elizabeth Peralta
En diciembre, el Poder Judicial, dictó 18 meses de prisión preventiva para la fiscal Elizabeth Peralta, acusada del delito de tráfico de influencias y lavado de dinero. Sin embargo, el abogado de la fiscal Peralta, Benji Espinoza, confirmó que su representada no se entregará a las autoridades a pesar de la medida efectuada por el Poder Judicial. En la noche, agentes de la Policía fueron a su vivienda para proceder con la detención, pero, más adelante, se descubrió que la fiscal se habría fugado a un lugar desconocido, quedando inconcluso el operativo policial para detenerla. Más adelante, la fiscal Peralta, decidió entregarse a la justicia y fue sometida a juicio por el caso.